# Nova Belgica et Anglia Nova

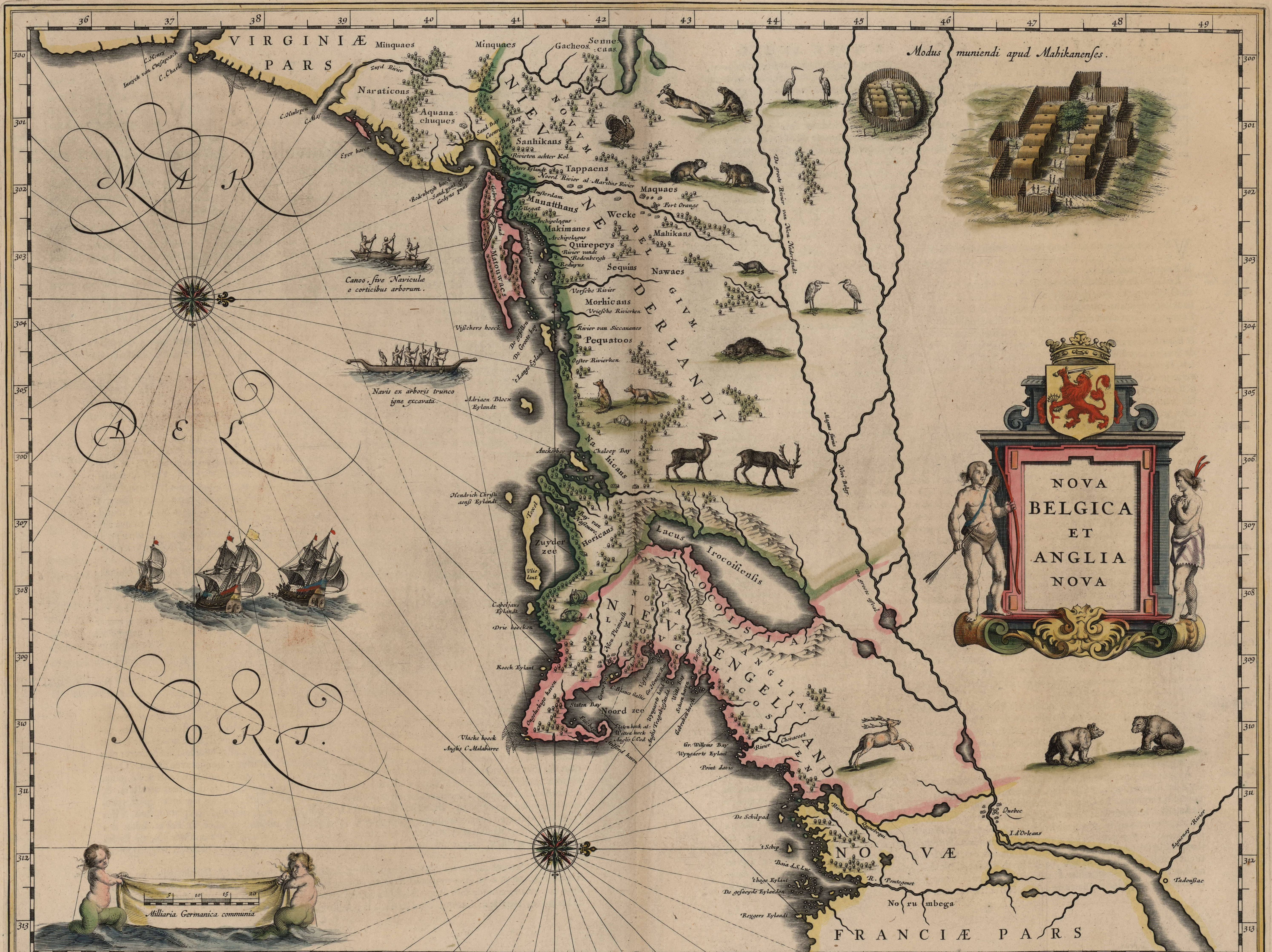
Joan Blaeu: Nova Belgica et Anglia Nova

Nova Belgica et Anglia Nova ist eine erstmals 1635 in Amsterdam veröffentlichte Karte des niederländischen Kartographen Joan Blaeu. Die Karte stellt das im 17. Jahrhundert von den Niederländern beanspruchte Territorium Nieuw Nederland an der Ostküste Nordamerikas dar.

## Entstehungsgeschichte
Blaeu veröffentlichte die Karte erstmals im Jahr 1635 im zweiten Band seines berühmten Atlas Novus. Als Vorlagen dienten Blaeu die Neufrankreich-Karte Samuel de Champlains aus dem Jahr 1613, eine 1630 erschienene Karte Joannes de Laets sowie eine handgezeichnete Karte Adriaen Blocks, der nach 1609 als einer der ersten Niederländer mehrmals das Mündungsgebiet des Hudson River bereist hatte und die geographischen Verhältnisse damit aus eigener Anschauung kannte.

## Beschreibung

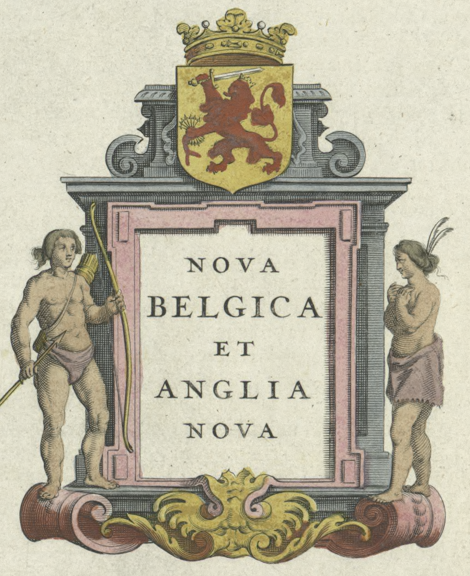
Die Kartusche

Im Gegensatz zu den meisten frühen Landkarten ist die im Original 30 × 50,6 cm große Karte nicht nach Osten oder Norden, sondern nach Westen ausgerichtet. Der Maßstab ist in deutschen Meilen angegeben.
Der Titel der Karte ist in einer von zwei Indianern umrahmten Kartusche auf der rechten Seite angebracht. Am Kopf der Kartusche ist das Wappen der Republik der Sieben Vereinigten Niederlande angebracht, ein stehender Löwe, der in seiner linken Klaue sieben Pfeile hält. Jeder Pfeil steht dabei für eine der niederländischen Provinzen. Das Wappen ist zugleich ein Verweis auf die Funktion der Karte: Sie manifestierte den Besitzanspruch der Republik der Sieben Vereinigten Niederlande an dem dargestellten Gebiet.
Gleiches gilt auch für die Umrahmung, die die Längen- und Breitengrade abbildet und ein wichtiger Bestandteil der Karte ist. Die Niederländer beanspruchten nämlich genau das Gebiet zwischen dem 40. und dem 45. Breitengrad für sich. Mit der Ergänzung der Gradangaben im Rahmen der Karte wurde der Anspruch auf das dargestellte Territorium weiter untermauert.

### Die Darstellung der KolonieNieuw Nederland
Das abgebildete Gebiet erstreckt sich vom Delaware River (Zuyd Rivier) bis nach Nouvelle France (Nova Francia) und wird sowohl im Norden als auch im Süden von englischem Gebiet eingerahmt. Im Westen begrenzt der Sankt-Lorenz-Strom (De groote Rivier van Nieu Nederlandt) die Kolonie. Auffällig ist die spanische Bezeichnung des auf der linken Seite der Karte befindlichen Ozeans als Mar del Nort.
Der von Henry Hudson entdeckte und später nach ihm benannte Hudson River taucht auf der Karte als Noord Rivier sowie unter der ursprünglich von Hudson gewählten Bezeichnung Mauritius Rivier auf. Hudson, der zur Zeit seiner Nordamerikareise im Dienst der Niederländischen Ostindien-Kompanie (VOC) stand, hatte den Fluss bei seiner Entdeckung nach Moritz von Oranien, dem im Jahr 1609 regierenden Statthalter der Republik der Sieben Vereinigten Niederlande, benannt.
Hervorgehoben erscheinen auch die nach den Teilnehmern der ersten, zwischen 1611 und 1614 unternommenen Fahrten benannten Inseln Adriaen Block Eylandt und Hendrick Christiaens Eylandt (das heutige Noman’s Island).

### Indianer und Biber: der wirtschaftliche Aspekt

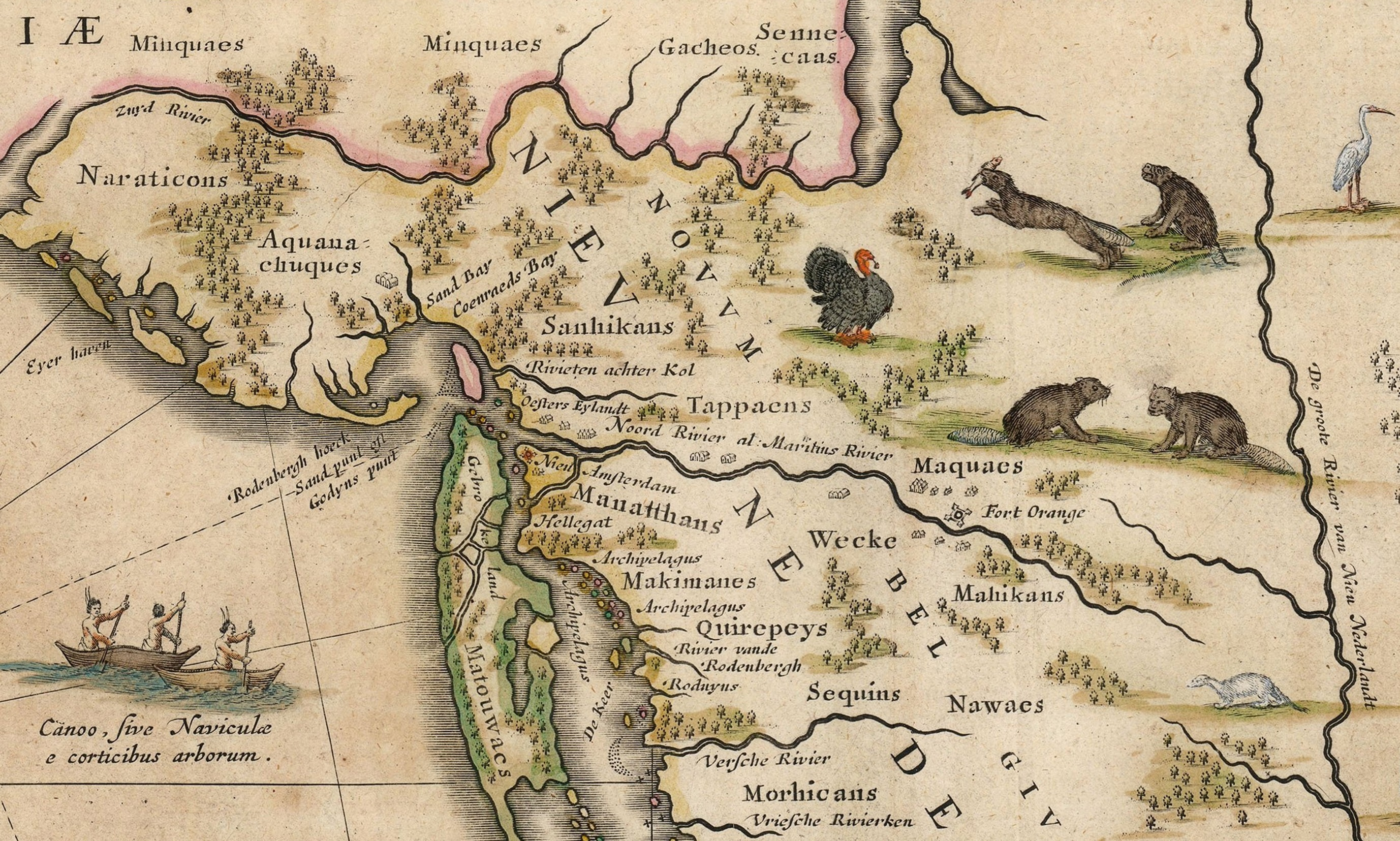
Biber und Otter am Lauf des Hudson

Das Interesse der Niederländer an dem von ihnen besiedelten Gebiet war allein wirtschaftlicher Natur. Als Henry Hudson 1609 von seiner Entdeckungsreise nach Europa zurückkehrte, war die Amsterdamer Kaufmannschaft von der Aussicht auf das lukrative Pelzhandelsgeschäft so elektrisiert, dass mehrere konkurrierende Unternehmen Schiffe an die Mündung des Hudson sandten. Noch zum Zeitpunkt der Entstehung der Karte war der Pelzhandel der wichtigste Wirtschaftsfaktor Nieuw Nederlands.
Blaeu betonte diesen Aspekt, indem er gleich zwei Kanus mit Indianern – den Pelzlieferanten der Niederländer – vor der Küste abbildet und an mehreren Stellen in der Karte Biber und Otter platziert. Das heutige Ellis Island taucht auf der Karte unter der Bezeichnung Oesters Eylandt auf und verweist damit auf seine Funktion als wichtigster Umschlagplatz für die gegen Muschelschnüre bei den Indianern eingehandelten Pelze.

### Grenzen des Wissens

Samuel de Champlains Karte von Nouvelle France aus dem Jahr 1613

Die in der Karte enthaltenen Darstellungsfehler zeigen, dass die geographischen Kenntnisse von der amerikanischen Ostküste zu Blaeus Zeiten noch unzureichend waren. So stimmt etwa die Lage des heutigen Lake Champlain (Lacus Irocoisiensis) nicht mit seiner tatsächlichen Lage überein, weil Blaeu hier offensichtlich der Darstellung Samuel de Champlains von 1613 folgte.
Das Territorium westlich des Sankt-Lorenz-Stroms stellte für die Niederländer eine terra incognita dar. Wie viele andere frühneuzeitliche Kartographen bediente Blaeu sich eines Kunstgriffs, um seine mangelnden geographischen Kenntnisse zu verbergen. Anstatt die Fläche freizulassen, platzierte er in diesem Teil der Karte die Kartusche und ein überdimensionales indianisches Palisadendorf und verdeckte damit diejenigen Gebiete, die er nicht detailliert darstellen konnte.